# Jerzy Szambelan
Jerzy Szambelan (ur. 26 września 1948 w Łodzi) – polski koszykarz, po zakończeniu kariery zawodniczej trener koszykarski.

## Osiągnięcia

### Zawodnicze
- Awans do wyższej klasy rozgrywkowej ze Stalą Stalowa Wola (1975)

### Trenerskie
Zespołowe
- Wicemistrz świata U–17 (2010)[1]
- Awans do najwyższej klasy rozgrywkowej ze Stalą Stalowa Wola (1989)
- Uczestnik mistrzostw:
  - świata U–19 (2011 – 7. miejsce)
  - Europy:
    - U–18 (1990 – 6. miejsce, 2011 – 6. miejsce)
    - U–16 (2009 – 4. miejsce, 2013 – 12. miejsce, 2014 – 15. miejsce, 2015 – dywizja B – asystent)[1]

Indywidualne
- Trener Roku (2009 – laureat Złotych Koszy)[2][1]